# 世宗大路

世宗大路および光化門広場（2011年）

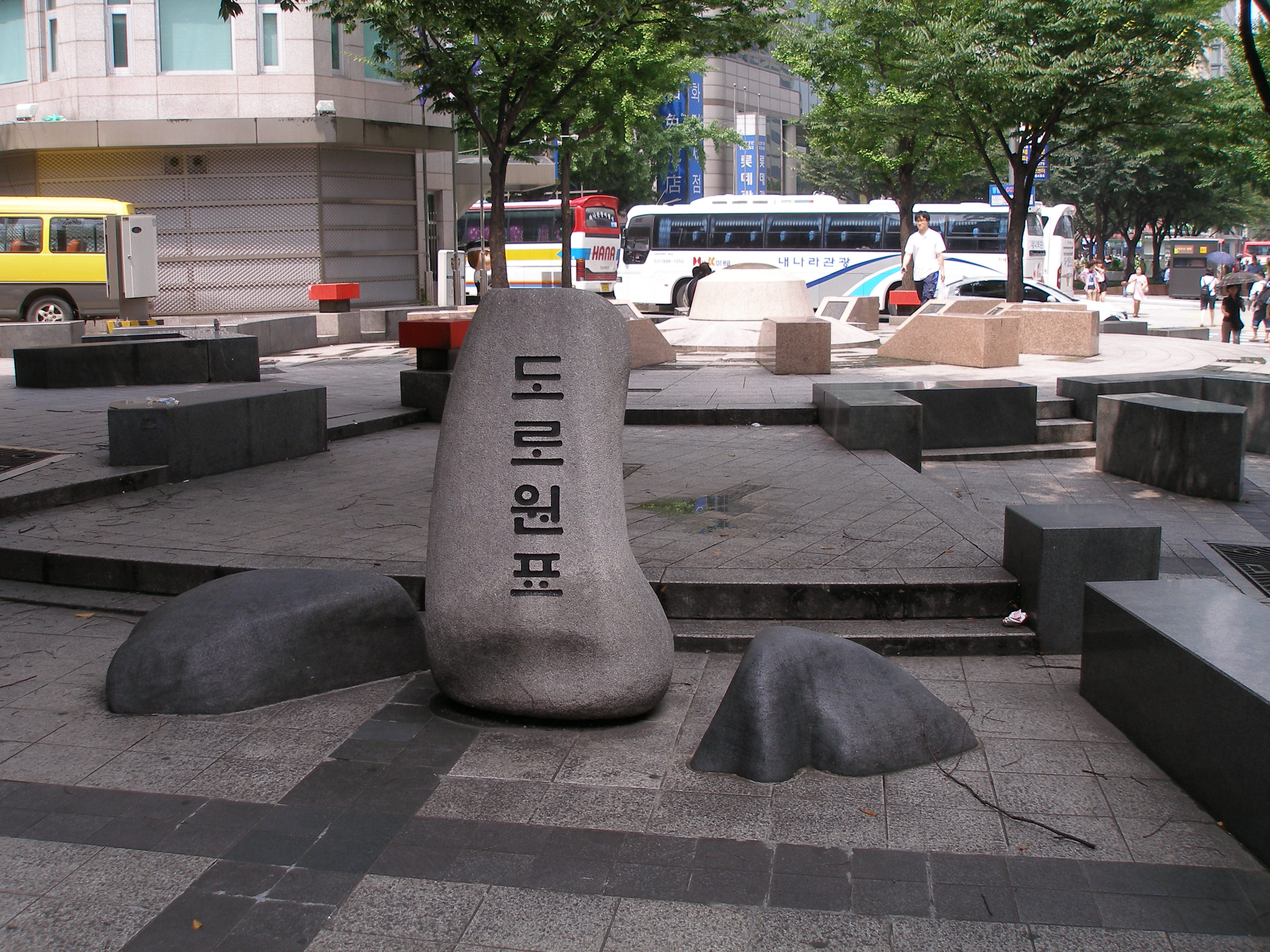
世宗大路交差点脇に立つ道路元標。

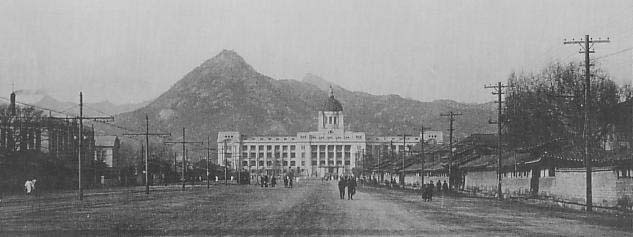
日本統治時代の光化門通。正面に見えるのは朝鮮総督府。

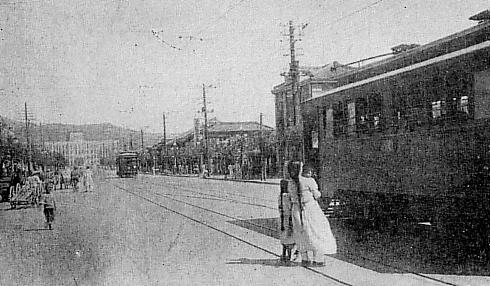
日本統治時代の太平通。

世宗大路（セジョンデロ）は、大韓民国ソウル特別市中区ソウル駅と鐘路区景福宮光化門を南北に結ぶ幹線道路である。名称は李氏朝鮮第4代国王の世宗にちなむ。

## 概要
2010年に世宗路（세종로、光化門・世宗大路交差点間）と太平路（태평로、世宗大路交差点・ソウル駅間）が統合されて成立。市道24号線に指定され、一部は国道48号線や市道49号線と重複している。また、ソウル駅・崇礼門間は南大門路と重複する。旧太平路の地下にはソウル交通公社1号線が通る。沿道には数多くの文化・行政施設が建ち並び、高宗即位40年称慶紀念碑前には1914年以来道路元標が設置されている。旧世宗路は1953年3月25日に拡張され、韓国で最も広い幅100メートルを誇る。2009年にはそのうちの6車線が光化門広場（광화문광장）として整備され、同年8月1日以降一般開放されている。
李氏朝鮮時代、のちの世宗路周辺は議政府や六曹をはじめとする各種機関が集中する行政の中心地だったため、六曹通り（육조거리）や六曹前（육조앞）と呼ばれた。光化門一帯は黄土の低い丘があったため黄土峴（황토마루、ファントマル）とも呼ばれ、また世宗大路交差点に当たる場所はヘテの像が置かれていたためヘテ前（해태앞）と呼ばれていた。太平路という名前は、明の使臣を迎接する太平館があったことに由来する。日本統治時代には光化門通および太平通と呼ばれ、独立後の1946年10月1日に世宗路および太平路に改称された。世宗路と太平路はいずれも法定洞の名前として現在も使われている。

## 沿道の主な施設
- ソウル駅
- 崇礼門（南大門）
- 南大門市場
- 新韓銀行本店
- サムスングループ本館
- 市庁駅（ソウル交通公社1号線・2号線）
- ソウル特別市庁・ソウル図書館・ソウル広場
- 徳寿宮
- 聖公会ソウル主教座聖堂
- ソウル特別市議会庁舎（旧京城府民館）
- ソウル新聞社
- 清渓川
- 東亜日報
- 駐韓中華民国代表部
- 高宗即位40年称慶紀念碑
- 教保文庫光化門本店
- 光化門駅（ソウル交通公社5号線）
- 世宗文化会館
- 駐韓アメリカ合衆国大使館
- 大韓民国歴史博物館（朝鮮語版）
- 政府ソウル庁舎
- 光化門広場
  - 世宗大王像
  - 忠武公李舜臣像
- 景福宮・光化門
- 景福宮駅（ソウル交通公社3号線）

## 交差する道路
- 統一路（ソウル駅交差点）
- 退渓路（朝鮮語版）（同上）
- 漢江大路（朝鮮語版）（同上）
- 南大門路（朝鮮語版）（崇礼門交差点）
- 西小門路（朝鮮語版）（市庁交差点）
- 小公路（朝鮮語版）・乙支路（同上）
- 新門内路（朝鮮語版）（世宗大路交差点）
- 鐘路（同上）
- 三峰路（朝鮮語版）（交差点名なし）
- 社稷路（朝鮮語版）（光化門交差点）